# Primado de las Galias
El título de Primado de las Galias fue conferido en el año 1079 al arzobispo de Lyon en virtud de la antigüedad de su cargo (de época romana), de la importancia de la ciudad de Lyon (antigua capital de las Galias) y de la autoridad que ejerció en el pasado sobre los demás obispos de Francia. El título de primado, conferido a un arzobispo, garantiza una jurisdicción teórica sobre varias provincias eclesiásticas. En Francia, únicamente los títulos de primado de los Galias y primado de Normandía, atribuidos respectivamente a los arzobispos de Lyon y de Ruan, son utilizados todavía (a los que se une el título honorífico de primado de Lorena, ligado a la diócesis de Nancy y de Toul).

## Historia
La primera mención aparece bajo el reinado de Luis I el Piadoso, atribuido al arzobispo de Bourges, Aïulf: 

Es patriarcali primae praelatus honore sediss

Su sucesor, el arzobispo San Rodulf, utilizó igualmente el título. En el 875, la función de primado pasa a la persona del arzobispo de Sens (en la época de Anségise) a propuesta de Juan VIII en el Concilio de Ponthion sin que el papa utilizara el término de primacía. Esta proposición, más política que canónica, estaba sostenida por Carlos el Calvo, que quería así justificar sus pretensiones políticas sobre todo el imperio carolingio. El arzobispo de Reims, Hincmaro, se opuso fervientemente a la propuesta y la proposición del Papa no fue reconocida, salvo por el arzobispo de Burdeos, Frotaire, por intereses personales.
Gregorio VII confirmó la primacía de Lyon bajo el mandato del arzobispo Gébuin por bula fechada el 19 de abril de 1079, después de una disputa en el concilio de Poitiers del 1078. El Papa escribe que la iglesia de Lyon había gozado de este privilegio per annorum longa curriccula. Con este precedente,  suprimió la primacía reivindicada por el arzobispo de Sens. La jurisdicción del arzobispo primado de Lyon abarcaba cuatro provincias que coincidían con las antiguas del Bajo-Imperio, pero tenía poderes limitados sobre ellas, quedando meramente como un título nominal y no como un vicario apostólico.
Con el paso de los siglos la disputa se fue manteniendo hasta que en el Concilio de Clermont, convocado 1 de diciembre de 1095, Urbano II confirma nuevamente los privilegios de Lyon y declara que el arzobispo de Sens debía sumisión y obediencia al primado. En la práctica, el arzobispo de Sens formaba parte del consejo del rey, haciéndose presente en París en su prestigioso Hotel de Sens, por lo que tenía mayor influencia que y más cualquier otra autoridad religiosa. No fue sino hasta 1516, a pesar de las protestas de la Antigua Universidad de París y el Parlamento, que por edicto se confirió el título de Primado de la Galia y Germania al arzobispo Campont. Poco después el concordato de Bolonia cerró este capítulo de galicanismo.
Calixto II, antiguo arzobispo de Vienne (Isère), otorga la dignidad de "Primado del Primado de las Galias" al arzobispo de Vienne, quedando este como superior de los arzobispos de Aix, de Auch, de Bourges, de Burdeos, de Embrun y de Narbonne, cuya jurisdicción abarcaba las 7 antiguas provincias romanas. Esta dignidad fue suprimida por la Constitución Civil del Clero de 1790 y no fue restablecida posteriormente por el concordato de 1801.
En 1696 se dio un enfrentamiento entre el primado de las Galias y el primado de Normandía. El arzobispo de Ruan y primado de Normandía, Claudio II de Saint-Georges quería reafirmar su supremacía e independencia, como consecuencia de un conflicto con Jacques Nicolas Colbert, arzobispo de Lyon y Primado de las Galias, por el nombramiento a una cura en el territorio de la diócesis de Ruan. En 1702 el conflicto fue llevado ante la justicia del Reino de Francia, concluyendo con la victoria del arzobispo de Ruan, a pesar de la legitimidad probada y demostrada del primado de las Galias. Esta anécdota histórica supuso que con el tiempo se igualara en importancia y poder a ambos primados, pero el primado de Normandía siguió teniendo únicamente jurisdicción sobre su provincia eclesiástica, mientras que el Primado de las Galias la mantuvo sobre toda Francia.